# Sympycnus plumipes
Sympycnus plumipes är en tvåvingeart som beskrevs av Octave Parent 1939. Sympycnus plumipes ingår i släktet Sympycnus och familjen styltflugor. Inga underarter finns listade i Catalogue of Life.